# William Gravé
William Jules Gravé, född 12 juni 1898 i Linköping, död 23 mars 1967 i Linköping, var en svensk målare och tecknare. 
Han var son till fabrikören Gustave Wilhelm Gravé och Maria Hedlund. Gift 1924 med lärarinnan och sagoförfattarinnan Olga Lindström. Gravé studerade vid Gottfrid Larssons konstskola i Stockholm samt under studieresor till Paris, Wien, Dresden, Prag och Budapest. Gravé har haft egna utställningar bland annat i Gävle 1941 och i Linköping 1947. Företrädesvis har han målat slättlandskap, speciellt från Östgötaslätten, samt barnbilder. Han har även varit verksam som illustratör i tidningar och tidskrifter.